# Юнацька збірна Грузії з футболу (U-19)
Юнацька збірна Грузії з футболу (U-19) — національна футбольна збірна Грузії, що складається із гравців віком до 19 років. Керівництво командою здійснює Грузинська футбольна федерація.
Головним турніром для команди є Юнацький чемпіонат Європи з футболу (U-19), успішний виступ на якому дозволяє отримати путівку на Молодіжний чемпіонат світу, у якому команда бере участь вже у форматі збірної U-20. Також може брати участь у товариських і регіональних змаганнях.

## Юнацький чемпіонат Європи з футболу (U-19)
| Рік  | Раунд         | В | Н | П | Г+ | Г- |
| ---- | ------------- | - | - | - | -- | -- |
| 1999 | груповий етап | 0 | 1 | 2 | 4  | 9  |
| 2013 | груповий етап | 0 | 1 | 2 | 2  | 5  |
| 2017 | груповий етап | 1 | 0 | 2 | 2  | 4  |